# 意匠特許

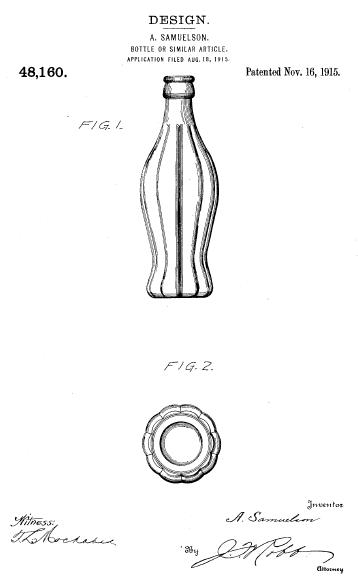
オリジナルのコカ・コーラのボトルに対する米国の意匠特許

アメリカ合衆国において、意匠特許またはデザイン特許 (design patent) は、製品の装飾的意匠に付与される法的保護の一形態である。意匠特許は意匠権の一種である。ジュエリー、家具、飲料容器（右図）及びコンピュータアイコンの装飾的意匠は、意匠特許によりカバーされる対象の例である。
同様の知的財産権である登録意匠は、アメリカ以外の国でも取得することができる。ケニア、日本、韓国、ハンガリーでは公式に新規性の調査を行った後に、工業意匠が登録される。欧州共同体の国々では、公的な手数料を支払うだけでよく、その他の正式な登録要件を満たす必要がある（例えば、EUIPOの共同体意匠や、ドイツ、フランス、スペイン）。

## 保護
米国の意匠特許は、製品の装飾的意匠を対象とする。意匠特許で請求されている意匠と外観が実質的に類似している意匠を有する物は、特許所有者の許可なしに製造、使用、販売、または米国に輸入することができない。特許侵害というためには、物が厳密である必要はなく、全体的な外観が実質的に類似していればよい。線画を含む意匠特許は実線で示された特徴のみをカバーし、破線で示されている項目はカバーしない。これが米国のアップル対サムスン事件でアップルが陪審評決を勝ち取った理由の1つである。アップルの特許では、iPhoneの意匠の多くが破線で示されていた。サムスンがそれらの領域で異なったとしても関係なかった。特許の実践がサムスンの意匠と同じであったという事実は、サムスンがアップルの意匠特許を侵害することを意味した。
意匠特許は、特許における新規性基準と非自明性基準の両方の対象となる。ただし、意匠特許は対象となる意匠の有用性に基づいて評価されないため、装飾的意匠の非自明性をどのうように評価するかについては未解決の問題がある。しかし、意匠特許の非自明性をどのように評価するかについてはかなりの判例がある。

## コンピュータ画像
新しいフォントとコンピュータアイコンの両方が意匠特許の対象となる。ただし、アイコンはコンピュータスクリーンに表示され、つまり実用的な製品の一部となる場合にのみカバーされる。スクリーンのレイアウトも意匠特許で保護できる。

## 出願公開
中国、カナダ、日本、南アフリカ及び米国では意匠特許出願は公開されず、登録されるまで秘密にされる。
ブラジルでは、出願人は出願日から180日間、出願の秘密を保持するように要求することができる。これにより、出願のプロセキューションや許可も180日間延期される。

## 著名な意匠特許
- 1842年、ジョージ・ブルース（George Bruce）は最初の意匠特許(アメリカ合衆国特許第 D1号)を取得した。この意匠特許は新しいフォントに対するものである。
- 1879年、フレデリク・バルトルディは自由の女神の意匠特許(アメリカ合衆国特許第 D11,023号)を取得した。この特許は像の小さい複製の販売を対象としていた。像の販売により得た収入はニューヨーク港に完全な像を建てるための資金を調達する助けとなった。
- 1919年、American Legionのバッジ(アメリカ合衆国特許第 D54,296号)、American Legion Women's Auxiliaryのバッジ(アメリカ合衆国特許第 D55,398号)、Sons of the American Legionのバッジ(アメリカ合衆国特許第 D92,187号)に3つの意匠特許が付与された。これらの特許の当初の期間は1933年に失効することになっていたが、議会は継続的に保護を延長している[7]。2006年6月22日に通過した2007年の米国国防権限法（英語版）の改正により、さらに14年の期間延長された[8]。
- 1936年、Frank A. RedfordはWigwam Motelの意匠特許を取得した(アメリカ合衆国特許第 D98,617号)。
- Appleは、iPhoneスマートフォンラインとその関連製品の意匠に関するさまざまな特許を持っている[9]。